# نادي باس طهران
نادي باس طهران لكرة القدم (بالفارسية: باشگاه فوتبال پاس تهران) ، كان نادي كرة قدم إيراني، أسس عام 1963 في طهران، وأعلن حله رسمياً بتاريخ 9 يوليو 2007م.

## انجازاته قارياً
حققت لقب الأندية الآسيوية مرة واحدة في موسم 1992-1993.

## البطولات الآسيوية

### دوري أبطال آسيا
بطل (1): 1992-93